# 磐井県
磐井県（いわいけん）は、明治8年（1875年）に陸中国南部および陸前国北部を管轄するために設置された県。現在の岩手県南部および宮城県北部にあたる。本項では前身である第1次府県統合後の一関県（いちのせきけん）および水沢県（みずさわけん）についても併記する。

## 概要
廃藩置県により一関藩の支配地域で一関県が成立。第1次府県統合により仙台藩のうち戊辰戦争による没収された地域などを取り込み、宮城県北から岩手県南にかけて新・一関県が成立し、後に水沢県、磐井県と名称を変更した。第2次府県統合により岩手県と宮城県に分割され消滅した。

## 沿革

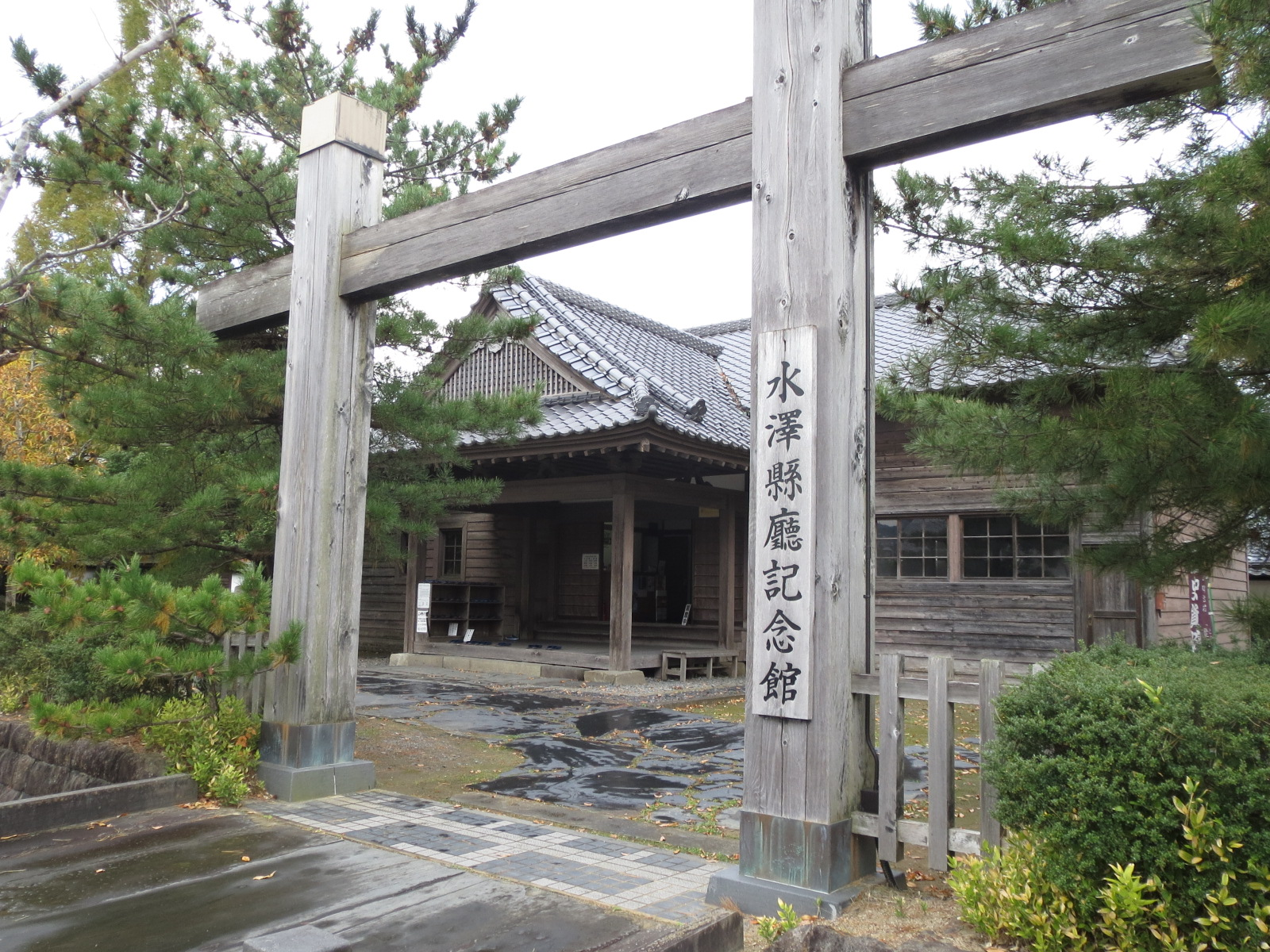
かつて水沢県庁舎として使用されていた水沢県庁記念館

- 1871年8月29日（明治4年7月14日）- 廃藩置県により、一関藩を廃止し、一関県を置く。
- 1871年12月13日（明治4年11月2日）- 第1次府県統合により一関県、胆沢県、江刺県を再編。陸前国のうち本吉郡・登米郡・栗原郡・玉造郡・気仙郡、陸中国のうち胆沢郡・江刺郡・磐井郡を以って、新設一関県が発足。県庁を磐井郡一関村（現在の岩手県一関市）に置く。
- 1872年1月22日（明治4年12月13日）- 水沢県に改称。県庁は胆沢郡水沢に置かれる予定であったが、実際には登米郡寺池村の登米県庁として使用される予定だった建物（現水沢県庁記念館：宮城県登米市登米町寺池桜小路1-5）に置かれた。
- 1875年（明治8年）11月22日 - 県庁を磐井郡一関村に移転して磐井県に改称。
- 1876年（明治9年）4月18日 - 第2次府県統合により磐井県のうち、陸前国部分を宮城県に、陸中国部分を岩手県に編入。同日磐井県廃止。

## 管轄地域
- 陸中国
  - 胆沢郡
  - 江刺郡
  - 磐井郡
- 陸前国
  - 気仙郡
  - 本吉郡
  - 登米郡
  - 栗原郡
  - 玉造郡

## 歴代知事

### 一関県
- 明治4年11月2日（1871年12月13日） - 明治4年12月13日（1872年1月22日） ： 参事・増田繁幸（元仙台藩士）

### 水沢県
- 明治4年12月13日（1872年1月22日） - 明治7年（1874年）8月5日 ： 参事・増田繁幸
- 明治7年（1874年）8月5日 - 明治8年（1875年）11月22日 ： 権令・増田繁幸

### 磐井県
- 明治8年（1875年）11月22日 - 明治9年（1875年）4月18日 ： 権令・増田繁幸